# Марк Валерий Корв
Марк Вале́рий Корв (лат. Marcus Valerius Corvus; родился около 371 года до н. э. — умер около 271 года до н. э.) — выдающийся римский военачальник и политический деятель из патрицианского рода Валериев, шестикратный консул Республики (в 348, 346, 343, 335, 300 и 299 годах до н. э.).

## Ранняя карьера
Марк Валерий происходил из знатного и уважаемого патрицианского рода Валериев, восходившего к Публию Валерию Публиколе, одному из легендарных основателей Республики. Благодаря этому Марк Валерий уже в 349 году до н. э. служил военным трибуном под началом консула Луция Фурия Камилла во время галльского нашествия в центральную Италию.
Перед решающим сражением Марк Валерий с позволения консула принял вызов на поединок рослого галла, стоявшего перед лагерем. Согласно легенде, во время боя на шлем Марка Валерия уселся огромный ворон. И, как только оба бойца сходились, ворон клевал и царапал галла в лицо и глаза до тех пор, пока Марк Валерий не убил своего противника. В последовавшей за этим битве римляне одержали победу, а за Марком Валерием закрепилось прозвище Корвинус (от Corvinus — «ворон») или, в более поздней версии, Корвин. Камилл за проявленную храбрость наградил Марка Валерия десятью быками и золотым венком. В следующем году он был избран консулом в возрасте всего двадцати трёх лет.
В 346 до н. э. Марк Валерий, став консулом во второй раз, вёл войну против вольсков, в ходе которой победил их в сражении и приступом взял город Сатрик. После этого город был разрушен и сожжён, за исключением храма Матери Матуты. Вернувшись в Рим, Марк Валерий был удостоен триумфа.
В 343 до н. э. Марк Валерий был в третий раз избран консулом. Его коллегой стал Авл Корнелий Косс Арвина. В тот год самниты, будучи союзниками римлян, разбили сидицинов и поддержавших их кампанцев. Опасаясь чрезмерного усиления самнитов, римляне начали против них войну. Валерий двинулся с войском в Кампанию, Корнелий — в Самний. В ожесточённой и кровопролитной битве у горы Гавра Корв одержал решительную победу. Тем временем армия его коллеги была застигнута врасплох в горах у Кавдия, но её спасла доблесть Публия Деция Муса. Рассеянное самнитское войско вновь собралось под Свессулой, куда спешным маршем без обоза прибыл Корв. Опасаясь численного превосходства противника, он не решился дать открытое сражение и засел в укреплённом лагере. Самниты не решались идти на штурм лагеря, но в то же время нуждались в продовольствии для осады. Когда часть их разбрелась в поисках фуража, римляне вышли из лагеря и с ходу взяли лагерь противника, а затем истребили тех, кто ранее отправился за продовольствием. Сорок тысяч самнитских щитов и сто семьдесят знамён были сложены перед консулом. Вернувшись в Рим, оба консула отпраздновали триумф.
В следующем году Валерий был назначен диктатором для усмирения мятежных войск, расквартированных в Кампании. Эти легионы открыто восстали и двинулись в сторону Рима, разбив лагерь в восьми милях от города. Корв с войском преградил им путь. Но, прежде чем вступать в бой, он предложил восставшим переговоры. Благодаря своему авторитету Марку Валерию удалось подавить мятеж без кровопролития. По возвращении в Рим он добился амнистии для солдат и принятия ряда важных законов.
В 335 до н. э. Корв стал консулом в четвёртый раз совместно с Марком Атилием Регулом. По поручению сенаторов консулы без жребия распределили свои обязанности, и Марку Валерию было поручено вести войну против авзонов, которая была начата предыдущими консулами. Корв двинулся к Калам, городу авзонов, и осадил его. Ещё до конца осадных работ от авзонов бежал римский пленник Марк Фабий, который рассказал об учинённом в городе в честь праздника пире. Римляне немедленно пошли на приступ и застали врага врасплох. За победу под Калами Корв был удостоен своего третьего триумфа. Остаток консульского срока Корв вместе со своим коллегой воевал против сидицинов.
В 332 и 320 до н. э. Марк Валерий занимал должность интеррекса для назначения консулов. Ливий также упоминает о бывшем консуле Марке Валерии, который в 309 до н. э. служил легатом у диктатора Луция Папирия Курсора и принимал участие в битве против самнитов В награду за службу он был назначен претором в четвёртый раз..

## Поздние годы
В 301 году до н. э. вследствие угрозы, нависшей над Римом со стороны неспокойной Этрурии и восставших марсов, Корв, которому к тому моменту уже исполнилось 70 лет, вновь был призван на должность диктатора. Выступив против марсов, Марк Валерий в первом же сражении разгромил их войско, после чего за несколько дней захватил несколько городов: Милионию, Плестину и Фресилию. По окончании боевых действий Корв возобновил с марсами мирный договор, отняв часть их владений. Таким образом, закончив войну с марсами, Марк Валерий двинулся в Этрурию. Однако, до начала активных боевых действий, он был отозван в Рим для повторных ауспиций. В его отсутствие начальник конницы предпринял вылазку для поиска продовольствия, однако был атакован вражеским войском и загнан обратно в лагерь, при этом потеряв несколько воинов и знамён. Это поражение вызвало в Риме переполох. Но возвращение Марка Валерия в лагерь изменило положение дел. В ходе битве с римлянами этруски понесли тяжёлое поражение. За это Марк Валерий получил право на проведение очередного триумфа.
Сложив диктатуру, Марк Валерий в 300 до н. э. получил должность консула в пятый раз. Во время этого консульства был принят закон Огульния, который увеличивал количество понтификов и авгуров, а также допускал до этих должностей плебеев. В этом же году Марк Валерий предложил ввести более строгие меры по закону обжалования к народу. Также будучи консулом Марк Валерий вёл ничем не примечательную войну против восставших эквов.
В 299 году до н. э. Марк Валерий был избран консулом-суффектом вместо Тита Манлия Торквата, который погиб в самом начале войны с этрусками, упав с лошади. Марк Валерий без промедления отправился в Этрурию. Появление Корва заставило этрусков отсиживаться в укреплениях. Тем не менее Корв не сумел их выманить на открытый бой, хотя целые деревни пылали в огне.
После окончания консульских полномочий Марк Валерий ушёл с политической арены. Однако, он прожил ещё около тридцати лет, скончавшись в своём поместье в возрасте ста лет. Поздние римские писатели приводят отличное здоровье Марка Валерия как пример благосклонности судьбы.. В подтверждение этому говорит тот факт, что Марк Валерий Корв за свою жизнь 2 раза назначался диктатором, 6 раз его избирали консулом и 21 раз он занимал различные куриальные должности.
Октавиан Август на своём форуме воздвиг статую Марку Валерию, установив её среди статуй других выдающихся римских героев. На голове статуи располагалась фигура ворона как напоминание о битве, принёсшей Марку Валерию славу..